# 斯飛特麟·盧塞夫
斯飛特麟·卢塞夫（Svetlin Roussev，1976年—），保加利亞籍小提琴家。三十歲時成為巴黎音樂學院正聘的學院教授，是極少數在三十歲左右正式受聘的年輕教授，也同時成為巴黎音樂院兩百多年歷史以來，第一位保加利亞籍的教授。

## 生平

### 早年
承自父母親的小提琴環境的薰陶下(父 : 俄羅斯的交響樂團及歌劇院的小提琴手；母 : 小提琴教師)，再加上自身的努力，他成為歐凡爾樂團的首席獨奏，直至後來成為法國國家廣播的首席獨奏。在成為巴黎音樂學院的教授前，他曾猶豫不決，直到後來受到前輩的鼓勵，一舉中試。

### 職業生涯
目前為樂團小提琴首席，任職於法國國家廣播電台愛樂樂團、韓國首爾愛樂樂團等團體。
他的演奏曲目甚廣，範圍自巴洛克音樂至現代音樂皆有，時常受邀於美國、拉丁美洲、亞洲以及歐洲等地演出。

## 作品

### 有聲出版品
- Roussev & d'Oria-Nicolas; Grieg-Medtner; Fondamenta 2009, oct.

## 外部連結
- 斯飛特麟·盧塞夫的Discogs页面（英文）